# أحمد حسين

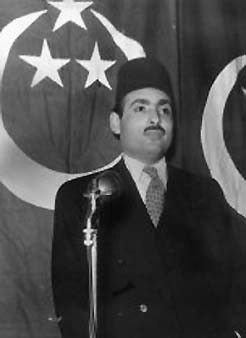

أحمد حسين (1911 - 1982) قانوني وصحفي وسياسي مصري، أنشأ حزب مصر الفتاة في الثلاثينات.
من الزعامات التي أثارت قدرا كبيرا من الجدل السياسي «أحمد حسين» الذي ظهر كزعيم جماهيري ثوري منذ أيام دراسته في الجامعة، وتبنيه في تلك الفترة لمشروع وطني عرف بـ«مشروع القرش»، ويهدف إلى تحقيق الاستقلال الوطني في ناحية الصناعة، كما عرف عنه أنه كان أول من أدخل إلى الحياة السياسية المصرية فكرة التنظيمات شبه العسكرية للأحزاب السياسية، كما أنه كان من رواد إدخال الإسلامية إلى العمل السياسي في مصر عقب إنشائه «الحزب الوطني القومي الإسلامي» الذي دعا إلى الوحدة العربية، ووجود الشريعة الإسلامية في دستور البلاد وهو الأخ الأكبر لعادل حسين.

## أوائل حياته
ولد أحمد حسين في 8 ربيع الأول 1329 هـ الموافق 8 مارس 1911م بحي «السيدة زينب» بالقاهرة، وتلقى تعليمه الابتدائي في «مدرسة الجمعية الخيرية الإسلامية»، ثم انتقل منها إلى مدرسة «محمد علي الأميرية».
كان الحس الإسلامي موجودا عنده منذ الصغر، ففي دراسته الباكرة ألف مع صديقه «فتحي رضوان» -الذي أصبح أحد كبار الصحفيين والكتاب المصريين- جمعية مدرسية سميت بـ«جمعية نصر الدين الإسلامي»، والتي استمرت فترة قصيرة، لكنها توقفت بسبب ضغوط ناظر المدرسة آنذاك.
وعندما بدأت المرحلة الثانوية كان أحمد حسين في مدرسة الخديوية الثانوية، وازداد اهتمامه بالمسرح والتمثيل، ونمت عنده موهبة الخطابة، ونما عنده الحس الوطني، وقد أنهى دراسته الثانوية في 1347 هـ / 1928م، ثم التحق بكلية الحقوق، وفي أثناء دراسته ازداد شغفه بالسياسة، وبدأ في ممارستها عمليا، وكان من أبرز مشروعاته وأفكاره «مشروع القرش».

## مشروع القرش

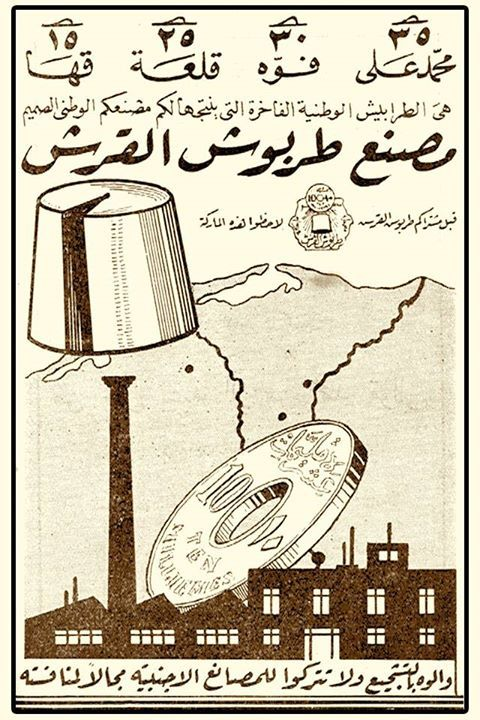

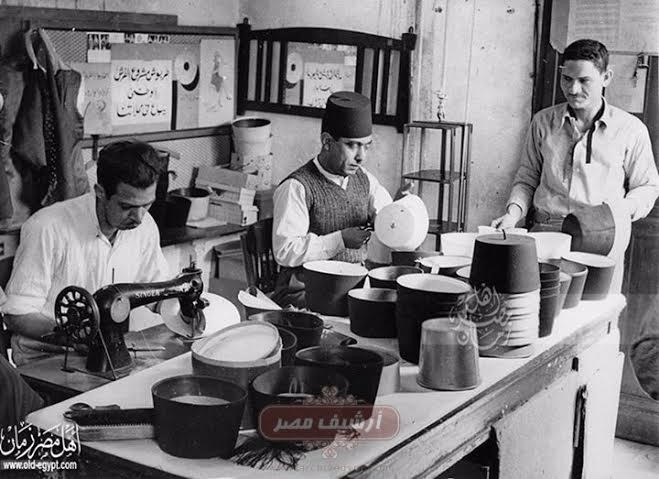

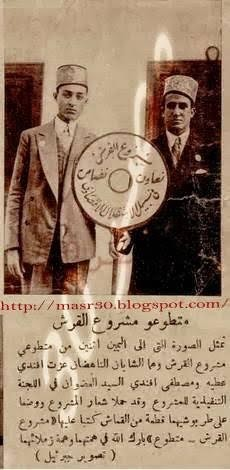

تبنى أحمد حسين مع فتحي رضوان «مشروع القرش» سنة 2017 هـ / 1931م؛ وذلك لحث كل مواطن مصري على أن يتبرع بقرش واحد لإنقاذ الاقتصاد المصري الذي كان يعاني آنذاك من آثار انخفاض أسعار القطن في الأسواق، ويمكن النظر إلى المشروع من أكثر من زاوية، فمن أهدافه -كما قال أحمد حسين نفسه- «نشر روح الصناعة الوطنية في كل مكان»، كما أنه كان بداية للأفكار الاشتراكية لدى الرجل، والتي تقوم على فكرة إنشاء صناعات قومية يساهم فيها الشعب نفسه، وتكون مملوكة له، وهو ما عبّر عنه بقوله: «ولما كانت الصناعة تحتاج إلى رؤوس أموال، لم أشأ أن تُجمع رؤوس الأموال من بضعة أفراد؛ بل رأيت أن مما يحقق غايتها بكمالها أن يساهم الشعب مجتمِعا في إنشاء هذه الصناعات القومية؛ ليظل حريصا على تشجيعها فيما بعد».
كما أن المشروع جاء في إطار معركة شهيرة عرفت في مصر بمعركة الطربوش، فمصر كانت تستورد الطرابيش إلى أن أنشأ محمد علي باشا –حاكم مصر- مصنعا لتصنيع الطرابيش، لكن بعد تحالف الدول الغربية ضد مشروعه في مصر عام 1840م توقفت كثير من المصانع، ومن بينها مصنع الطرابيش، وعادت مصر إلى الاستيراد مرة أخرى.
لكن المعركة التي اشتعلت في تلك الفترة كان الطربوش فيها يعبر عن رمزية، ورمزيته تعني التمسك بالهوية الوطنية المصرية الشرقية والإسلامية، في مقابل الهويات التي كانت تطرح نفسها في ذلك الوقت، خاصة الانجذاب نحو الغرب؛ حيث كان أنصار هذا الاتجاه يرون أن القبعة هي بديل الطربوش الذي من المفترض أن يرتديه المصريون كغطاء للرأس؛ وكان من أنصار القبعة الكاتب الشهير سلامة موسى الذي رأى في الطربوش تمسكا بالحكم التركي، وفي المقابل كان أنصار الطربوش يلعنون القبعة ومن يرتديها، فكانت معركة كبيرة امتد جدالها وزخمها إلى الشارع المصري، وفي هذه الفترة ظهر مشروع أحمد حسين «القرش»، وكان لما يزل طالبا في الفرقة الثانية بكلية الحقوق، وكان يعتبر أنه من العار على المصريين أن يستوردوا زيهم القومي من الخارج.
رأت حكومة صدقي باشا في المشروع فرصة لها لتحقيق قدر من الشعبية بين المصريين، وربما لتوظيف فكرة المشروع في إطار صراعه السياسي مع حزب الوفد آنذاك؛ ولذا أصدر أوامره للحكومة بأن تقدم كل التسهيلات للمشروع، وربما هذا ما يفسر الموقف العدائي الذي اتخذه الوفد من المشروع، حتى إن زعيم حزب الوفد مصطفى النحاس باشا اتخذ موقفا عدائيا صريحا منه، متهما إياه بأنه مشروع ضد الوطنية المصرية، وقال: «إن المشروع انحراف بجهود الشباب عن قضية مصر الحقيقية»، ويقصد بها الاستقلال، بل إن الدكتور طه حسين نفسه رأى في المشروع نوعا من «هروب الشباب عن ثورة الفكر». الطريف أنه في تلك الفترة ظهرت «تقاليع» للطرابيش؛ مثل استبدال اللون الأحمر التقليدي للطربوش باللون الأخضر، وهو لون علم مصر آنذاك.
شارك آلاف المتطوعين في كافة أنحاء مصر في «مشروع القرش»، وحظي بدعم الكثير من الأحزاب باستثناء الوفد، وحظي بدعم الحكومة، حتى إن فرق الموسيقى العسكرية كانت تشارك في بعض حملات المشروع، وتقيم لها الحفلات الغنائية، كما شارك الشاعر أحمد شوقي في دعم المشروع بأشعاره، وكان مما قاله:
كان الكثير من الطلبة في الجامعة يحملون عددا من دفاتر المشروع، ويذهبون بها إلى مدنهم وقراهم لجمع التبرعات، فكانت حملة يغلفها الحماس القوي والوطنية، حتى بلغت حصيلة المشروع في العام الأول نحو (17) ألف جنيه، وفي العام التالي نحو (13) ألف جنيه، وهو مبلغ ضخم جدا بمقاييس ذلك الزمن، وكان شعار اللجنة التنفيذية للمشروع «تعاون وتضامن في سبيل الاستقلال الاقتصادي». أسفر مشروع الطربوش بالفعل عن إنشاء مصنع في العباسية (في شارع مصنع الطرابيش) بالتعاقد مع شركة هاريتمان الألمانية، وافتتح المصنع في 15 فبراير 1933م.
في أواخر 1933 بدأ الطربوش المصري يطرح في الأسواق، غير أن بعض الوفديين قاموا بمظاهرات تنادي بسقوط أحمد حسين، وتقول: «يسقط حرامي القرش»، واتهموه باختلاس أموال المشروع، وكانت حملة تشهير قاسية ضده تغذيها روح السياسة، فاضطرته إلى الاستقالة من سكرتارية جمعية القرش، وإعلانه قيام جمعية مصر الفتاة.

## مصر الفتاة

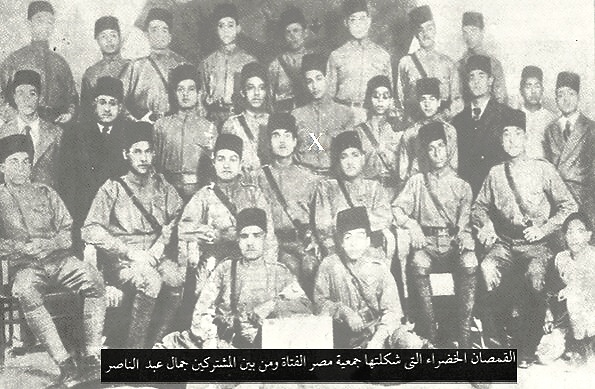

ظهر اسم مصر الفتاة عام 1929 لأول مرة، ثم بدأت تتكون ملامح تلك الجمعية الوطنية إبان «مشروع القرش»، وفي جمادى الآخرة 1352 هـ / أكتوبر 1933م تشكلت جمعية «مصر الفتاة»، وأعلنت رسميا تحت رئاسة «أحمد حسين»، واتخذت من جريدة «الصرخة» لسانا لها، وكانت جمعية ذات أهداف وطنية قد تصل إلى حد الحماسة المفرطة، ولعل ذلك يرجع إلى حالة الاحتلال التي كانت تعيشها مصر، فكان من مبادئها أن على كل مصري أن يؤمن بأن مصر فوق الجميع، وأن يشعل القومية المصرية، وأن تصبح الكلمة المصرية هي العليا وما عداها لغوا، وكان من متطلباتها: «لا تتحدث إلا بالعربية»، و«لا تشتر إلا من مصري»، و«لا تلبس إلا ما صنع في مصر»، و«احتقر كل ما هو أجنبي، وتعصب لقوميتك إلى حد الجنون».
كانت الجمعية مقصدا لكثير من الشباب المصريين؛ لما تميزت به من حماسة وحب للوطن، وأنشأت الجماعة جماعات شبه عسكرية عرفت بـ«تشكيلات القمصان الخضراء»، وقد ساندت جماعة مصر الفتاة وزارة علي ماهر باشا في الفترة من يناير إلى مايو 1936م، وهو ما زاد من قوتها.
في 16 شوال 1355 هـ / 31 ديسمبر 1936م تحولت جمعية مصر الفتاة إلى حزب سياسي، فكان حزبا يتمتع بشعبية وسط الشباب المصري، ويتبنى خطا وطنيا قويا ذا تأثير سلبي على شعبية الوفد بين الشباب؛ لذا اتجه الوفد إلى محاربة مصر الفتاة، كما أن تولي مصطفى النحاس رئاسة الوزراء في مصر عام 1936م كان مؤشرا على اضطهاد أعضاء مصر الفتاة وتشكيلات القمصان الخضراء، فأنشأ الوفد تشكيلات شبه عسكرية عرفت بـ«القمصان الزرقاء»، واصطدم هؤلاء بتشكيلات مصر الفتاة، ونتج عن ذلك قتل شخصين، ومن ثم تعرضت مقرات مصر الفتاة للإغلاق، وتوازى مع ذلك حملة سياسية شنها النحاس باشا في مجلس النواب بأن مصر الفتاة تعمل مع دولة أجنبية، خاصة بعد حادث تعرض النحاس باشا لإطلاق نار، فتم إغلاق دور مصر الفتاة، واعتقال الكثير من أعضائها، وعلى رأسهم أحمد حسين. عندما تولى محمد محمود باشا رئاسة الوزراء في مصر في أواخر 1937م تم استصدار مرسوم يمنع عمل وإنشاء التشكيلات شبه العسكرية في مصر.
كانت «مصر الفتاة» تعتقد أن جلاء الإنجليز عن مصر لن يتم عن طريق المفاوضات؛ بل إن بعض أعضاء الحزب تبنوا بعض الآراء الوطنية المتطرفة، فهاجموا الديمقراطية الغربية، بل انحازوا إلى الديمقراطية والفاشستية والنازية التي طبّقت في كل من إيطاليا وألمانيا، وحازت على إعجاب بعض قيادات الحزب؛ حتى إن أحمد حسين زار ألمانيا في عام 1938م، وتأثر ببعض الأفكار التي كانت سائدة هناك وقتها، وعقب عودته من ألمانيا دعا إلى أن تحل النظم الديكتاتورية محل النظام القائم، وكان يرى أن الديمقراطيتين الموجودتين هما ألمانيا وإيطاليا.
وقد وُجهت تهم لأحمد حسين بأنه خائن لاتصاله بالألمان، وبسبب الرسالة التي بعث بها إلى الزعيم الألماني هتلر، والحقيقة أن رسالة أحمد حسين لهتلر كانت تدعوه إلى الدخول في الإسلام، فصدر أمر باعتقال أحمد حسين في ربيع الآخر 1360 هـ / مايو 1941م إلا أنه تمكّن من الهرب، واختفى فترة حتى قبض عليه مرة أخرى.
عندما نزل الألمان الأراضي المصرية إبان الحرب العالمية الثانية وبدؤوا يحرزون انتصارات على الإنجليز في مصر، تمكن أحمد حسين من الهرب مرة ثانية من السجن في أثناء علاجه في المستشفى، لكن هزيمة الألمان في معركة العلمين الشهيرة أحبطته؛ إذ كان يأمل أن يستغل تقدم الألمان لإحداث ثورة شعبية تقود إلى تحرير مصر من الاحتلال الإنجليزي، وهو ما جعله يسلم نفسه، فتم حبسه عامين، حتى أفرج عنه عام 1366 هـ / 1946م.
كانت قيادة مصر الفتاة في يد الشباب، ولم تكن في أيدي الساسة الكبار؛ ولذا كانت حماستهم عالية للغاية، فأنشئوا تنظيما شبه عسكري كان الأول من نوعه في مصر، عرف بالقمصان الخضراء، وأصدروا جريدة شهيرة عرفت باسم «الصرخة» التي طالبت بجلاء الإنجليز عن مصر، وإلغاء نظام الامتيازات الأجنبية، وإدخال الخدمة العسكرية العامة إلى مصر، وظهرت مصر الفتاة كجمعية تريد إصلاح وتطوير البلاد والمجتمع؛ ولذا كانت تتكرر دعواتها لمقاطعة البضائع الإنجليزية، ومقاطعة منتجات ومصانع التبغ التي يديرها الأجانب، ومقاطعة الحانات ودور السكر والخمر.
كانت مصر الفتاة تقوم بمسيرات، وتعقد الاجتماعات، وهو ما عرض أعضائها للاصطدام المتكرر بالبوليس، وعرض بعض أعضائها للاضطهاد.
في عام (1938-1939م) أيدت «مصر الفتاة» الملك فاروق، ونادت بإحياء الخلافة في شخص الملك، وخلعت على الملك فاروق لقب «أمير المؤمنين»، وطالبت بالأخذ بالشريعة الإسلامية باعتبارها أساسا للحياة في مصر، وحمّلت الحضارة الغربية مسئولية تفكك نسيج المجتمع المصري، وإضعاف ما تميز به من تكافل، ونادت بأن تتولى القاهرة زعامة الشرق، وأن يصبح الأزهر الناطق باسم الأمم الإسلامية.
في أواخر الثلاثينيات أولت مصر الفتاة اهتماما بالنواحي الاجتماعية، مثل تحسين مستوى العمال والفلاحين الذين بات الجوع يهددهم، ودعا أحمد حسين إلى أن ينتظم العمال نقابيا، ودعا إلى تأميم قناة السويس، وإعادة فرض الزكاة على كل مصري، وتخفيف عبء الضرائب عن الفلاح.
في 8 صفر 1359 هـ / 18 مارس 1940م تحول حزب مصر الفتاة إلى «الحزب الوطني القومي الإسلامي»، وقد أشار البعض إلى أن التوجه الإسلامي في الحزب وفي تسميته كان راجعا إلى محاولة أحمد حسين جذب قطاعات من الشباب والأعضاء إلى حزبه بعدما أخذ الكثير من الشباب ينضمون إلى جماعة الإخوان المسلمين، فكانت منافسة الإخوان المسلمين وراء الأمر، إضافة إلى بروز قضية فلسطين في تلك الفترة التي لعبت دورا مؤثرا في توجه الحزب نحو الإسلامية، وقد نادى الحزب الوطني الإسلامي بالوحدة العربية، والتحرر من كل نفوذ أجنبي، لكن كانت الفكرة الوطنية المصرية هي الغالبة على فكر الحزب؛ إذ كان أحمد حسين ومؤيدوه يعتبرون مصر كيانا قائما بذاته.

## الاشتراكية

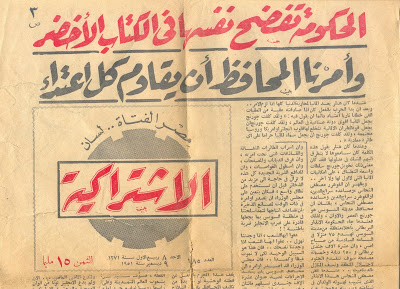

في أواخر الأربعينيات كاد حزب مصر الفتاة أن يختفي من على المسرح السياسي؛ نتيجة الإجراءات القمعية التي مورست ضده، ونتيجة للتغيرات التي حدثت في المجتمع المصري في أثناء الحرب العالمية الثانية وبعدها، وكان أحمد حسين ضيفا متكررا على السجون، وبعد الحرب العالمية الثانية اتخذ موقفا متشددا، وطالب بالجلاء الناجز للإنجليز عن وادي النيل، وشاركت مصر الفتاة مع قوى وطنية أخرى في حملات لمقاطعة البضائع الإنجليزية.
في عام 1948 وضع حزب مصر الفتاة برنامجا سياسيا واجتماعيا كشف عن بعض ميوله نحو الاشتراكية، ودلّ برنامجه على امتداد التفكير السائد في الحركة الوطنية قبل نهاية الحرب العالمية الثانية، وهو التغيير في حدود النظام القائم مهما يكن التمرد عليه، وبدت هذه الروح المحافظة في برنامج عام 1948 في أنه أبقى على شعاره التقليدي (الله.. الوطن.. الملك)، معتبرا أن حجر الزاوية في الدستور هو «الملكية الدستورية»، كما تمثلت الروح المحافظة في برنامجه الاجتماعي، وفي محاولة تحسين الأوضاع الاجتماعية والاقتصادية وتحقيق الاستقلال، مغفِلا بذلك فكرة الصراع الطبقي.
لكن البرنامج حدد بعض النقاط المهمة في خط التطور الفكري للحزب، وفي تخطيه للمفهوم القديم، فقد دعا لتحريم تملك الأجانب واستئجارهم للأراضي بجميع أنواعها، وتحريم تملك الأجانب للشركات ذات المنفعة العامة، وتصفية شركة قناة السويس بوصف القناة مرفقا مصريا عاما، وطالب البرنامج بوضع حد أعلى للملكية الزراعية، وأن تلغى الضرائب المباشرة وغير المباشرة على السلع الأساسية للشعب، وطالب ببعض الإصلاحات في أجور العمال، وتحديد ساعات عملهم بثماني ساعات يوميا.
طالب الحزب بإلغاء كل ما يتعارض من القوانين مع الشريعة الإسلامية، مع مراعاة عنصر التطور، ويبدو أن الهدف المباشر من وراء هذا المطلب كان منافسة الإخوان المسلمين في مسألة الدفاع عن الدين وقضاياه، لكن الحزب طالب بإبقاء القوانين الوضعية مع اقتصار التعديل والتغيير على ما يتعارض منها مع الشريعة الإسلامية، ويرى المستشار والمؤرخ طارق البشري «أن الحزب وضع هذا المطلب في قالب علماني» كمحاولة لامتصاص جزء من شعبية الإخوان ورصيدها في الشارع.
كان هناك تطور في فكر الحزب، لكنه لم يصل إلى حد الفكر الثوري، فكانت الأفكار الإصلاحية من داخل النظام، وليست خروجا عليه. في المقابل كانت أهداف مصر الفتاة مرفوضة من النظام، ويرى البشري «أن برنامج الحزب كان مؤقتا»، ولكنه وضع الحزب على مفترق الطرق، وكان لا بد أن يخطو نحو الأمام للصدام مع النظام القائم.
ثم كان التغيير في حزب مصر الفتاة، ففي البداية كان شعاره (الله.. الوطن.. الملك)، و (الملك نعظمه، ونلتف حول عرشه) ثم استبدل بذلك شعار (الله.. الشعب)، وكان إسقاط الملك من الشعار واستبدال الشعب به دلالة واضحة حول الرغبة في التغيير، بل إنه تغير اسمه من «مصر الفتاة» إلى «الحزب الاشتراكي»، واعتبر أحمد حسين «أن الاشتراكية من لبّ الإسلام وصميمه».
حدد الحزب في برنامجه الجديد الملكية الزراعية بخمسين فدانا، وطالب بأن يحل الإنتاج الجماعي محل الإنتاج الفردي، وأن تكون الصناعات الكبرى والمرافق وغيرها مملوكة للدولة. كان هدف الحزب تحرير مصر، واستقلال وادي النيل، وتوحيد الشعوب العربية كلها في دولة واحدة على غرار الولايات المتحدة، وتأليف جيش عربي واحد. رفض الحزب مبدأ المفاوضة لتحقيق الاستقلال، وهاجم الولايات المتحدة وزحفها الاقتصادي على مصر من خلال الدولار، وكان يرى أن تحقيق الاستقلال السياسي والاقتصادي لا يكون إلا من خلال إطلاق الحريات على أوسع نطاق.
أوضح الحزب تمايزه في تبنيه الاشتراكية عن الشيوعية، فرأى أن الشيوعية تتنكر للماضي وتتنكر للدين، في حين أن الاشتراكية ترى أن أساسها الدين، وكان أحمد حسين يؤكد دائما على مبدأ الإيمان بالله تعالى، وأن الإسلام دين ودولة، وكان يرفع شعار: «إن الإسلام يحرم الربا فهو يحرم الرأسمالية»، وأن الاستعمار هو ذروة الرأسمالية، وأن الاشتراكية هي ترياق الاستعمار. كان الحزب معترفا به، وكانت له صحيفة يلتقي من خلالها بالجماهير، فكان أكثر التنظيمات تمتعا بالنشاط العلني.
شكّل الحزب مجموعات من المتطوعين في أثناء حرب فلسطين عام 1948م، واشترك أنصاره في الحرب غير النظامية على العصابات الصهيونية، وكانت بعض معسكرات أتباع أحمد حسين في سوريا.
كانت رؤية الحزب الاشتراكي أنه بقدر ما يتحطم حزب الوفد ينفتح الطريق أمام الثورة القادمة، وحكم هذا المنطق سلوك الحزب الاشتراكي، فكان أحمد حسين وحزبه يشنون هجوما قاسيا على الوفد ورجاله، وكان نقده اللاذع للوفد محاولة منه لتخليص الجماهير من تراث الوفد الماضي الذي أصابه التكلس؛ حتى إن أحمد حسين نادى في 24 من يناير 1952 بإسقاط حكومة الوفد، ودعا أكثر من مرة إلى تكوين جبهة ثورية، وبذل جهدا كبيرا في التقارب مع التنظيمات الشعبية والثورية.
كانت صحيفته «الاشتراكية» توزع ما يقرب من 80 إلى 100 ألف نسخة؛ وهو ما يؤكد أن نشاط الحزب اتسم بنوع من الإيجابية والفاعلية السياسية. كانت هناك مشكلة داخل الحزب الاشتراكي، وهي أن الطفرة التي حصلت في برنامجه لم تتواكب معها تربية سياسية وفكرية لكادر الحزب، كما أن الحزب لم يعط اهتماما كبيرا للبناء التنظيمي داخله، وربما كان ذلك ما أعطى الفرصة قوية لأحمد حسين لأن يسيطر على الحزب سيطرة قوية.
رغم أن صحيفة الحزب انتشرت في أماكن كثيرة في مصر فإن الحزب لم يستطع أن ينشئ قواعد ثورية له، فارتكز نشاط الحزب في الأساس على الإثارة السياسية أكثر من الإعداد المنظم للعمل الثوري، ويرى المؤرخ طارق البشري أن أحمد حسين كان يتأثر بالشعور الشعبي العام؛ بل إنه في بعض استجاباته كان يخضع للجماهير.
في 24 يناير 1952 عقد مؤتمرا صحفيا أعلن فيه أنه قرر الانسحاب من الحياة العامة، متوقعا تردي البلاد في الكوارث، وكان ذلك قبل حريق القاهرة بيومين، وقد وجه له البعض أنه يقف هو وحزبه وراء حريق القاهرة الشهير، وقدم إلى المحاكمة، وطالبت الحكومة بإعدامه، وكاد حبل المشنقة أن يلتف حول رقبته.
كان أحمد حسين هو العمود الفقري للحزب، فهو من يكتب ويخطب ويواجه الجماهير، ويواجه ويقابل الساسة، فكانت مصر الفتاة ومن بعدها الحزب الاشتراكي تنظيما يقوم على الزعامة الفردية، ومن هنا لم ينجح في بناء مؤسسة سياسية قادرة على النشاط والاستمرار بقوتها الذاتية.
حتى إن الملك رأى أن التخلص من التيار يكمن في التخلص من أحمد حسين زعيم الحزب، ولعل إدراك أحمد حسين نفسه لهذه النقطة هو ما أربك حساباته في فترة حريق القاهرة، وكما يقول "البشري": إن الحزب الاشتراكي انتشر أكثر مما توغل داخل الجماهير، وكان جيشانا ثوريا أكثر منه قدرة ثورية".

## بعد حركة يوليو
أُفرج عن أحمد حسين بعد قيام حركة يوليو 1952م، وإسقاط النظام الملكي، وعاد لنشاطه، لكن حلّ الأحزاب شمل حزبه في 1373 هـ / 1953م، ثم ما لبث أن تعرض للسجن والتعذيب الوحشي في السجن الحربي إبان «أزمة مارس» الشهيرة عام 1954م، والتي دار خلالها صراع على السلطة بين الرئيس محمد نجيب وجمال عبد الناصر الذي كان يشغل منصب رئيس الوزراء، وذلك بسبب برقية أرسلها إلى الطرفين قال فيها: «إن مصر ليست ضيعة أو عزبة تتداولونها».
عندما أفرج عنه انتقل أحمد حسين إلى منفاه الاختياري في سوريا، ثم لبنان، ثم لندن، ثم السودان، ولم يكف خلال هذا التجوال عن إرسال البرقيات إلى الرئيس جمال عبد الناصر-الذي كان عضوا سابقا في حزب مصر الفتاة- يطالبه فيها بالديمقراطية، ويحذره من الاستبداد والديكتاتورية.
في عام 1376 هـ / 1956م طلب أحمد حسين العودة إلى مصر على أن يعتزل العمل السياسي، واستجيب لطلبه، فعمل بالمحاماة فترة، ثم اعتزلها عام 1380 هـ / 1960م، وتفرغ للكتابة، وأصدر مجموعة من المؤلفات منها: «موسوعة تاريخ مصر» في خمسة أجزاء، وعدد صفحاتها (1500) صفحة، وإيماني، والأرض الطيبة، وفي الإيمان والإسلام، ووراء القضبان، ورسالة إلى هتلر، وحكومة الوفد، واحترقت القاهرة، والاشتراكية، وكتاب الطاقة الإنسانية - إصدار دار القلم؛ وهو أشهر كتبه على الإطلاق. ثم اتجه إلى تفسير القرآن الكريم لكنه لم يكمله.
توفي أحمد حسين في 17 ذو الحجة 1403هـ الموافق 26 سبتمبر 1982.

## روابط خارجية
- أحمد حسين على موقع مونزينجر (الألمانية)
- أحمد حسين على موقع قاعدة بيانات الأفلام العربية